# Welsh International 2008
Die Welsh International 2008 im Badminton fanden vom 27. November bis zum 30. November 2008 in Cardiff statt.

## Medaillengewinner
| Disziplin    | Gold                               | Silber                         | Bronze                               |
| ------------ | ---------------------------------- | ------------------------------ | ------------------------------------ |
| Herreneinzel | Brice Leverdez                     | Kieran Merrilees               | Rune Massing                         |
| Herreneinzel | Brice Leverdez                     | Kieran Merrilees               | Jamie Bonsels                        |
| Dameneinzel  | Kati Tolmoff                       | Rachel van Cutsen              | Janet Köhler                         |
| Dameneinzel  | Kati Tolmoff                       | Rachel van Cutsen              | Jeanine Cicognini                    |
| Herrendoppel | Andrew Bowman Martyn Lewis         | Jürgen Koch Peter Zauner       | Mads Conrad-Petersen Tore Vilhelmsen |
| Herrendoppel | Andrew Bowman Martyn Lewis         | Jürgen Koch Peter Zauner       | Watson Briggs Marcus Ellis           |
| Damendoppel  | Mariana Agathangelou Jillie Cooper | Ilse Vaessen Rachel van Cutsen | Bing Huang Chloe Magee               |
| Damendoppel  | Mariana Agathangelou Jillie Cooper | Ilse Vaessen Rachel van Cutsen | Danielle Barry Donna Haliday         |
| Mixed        | Watson Briggs Jillie Cooper        | Jorrit de Ruiter Ilse Vaessen  | Tom Armstrong Catherine Grant        |
| Mixed        | Watson Briggs Jillie Cooper        | Jorrit de Ruiter Ilse Vaessen  | Marcus Ellis Samantha Ward           |